# Phlox speciosa
Phlox speciosa är en blågullsväxtart. Phlox speciosa ingår i släktet floxar, och familjen blågullsväxter.

## Underarter
Arten delas in i följande underarter:
- P. s. lanceolata
- P. s. lignosa
- P. s. nitida
- P. s. occidentalis
- P. s. speciosa
- P. s. woodhousei

## Bildgalleri

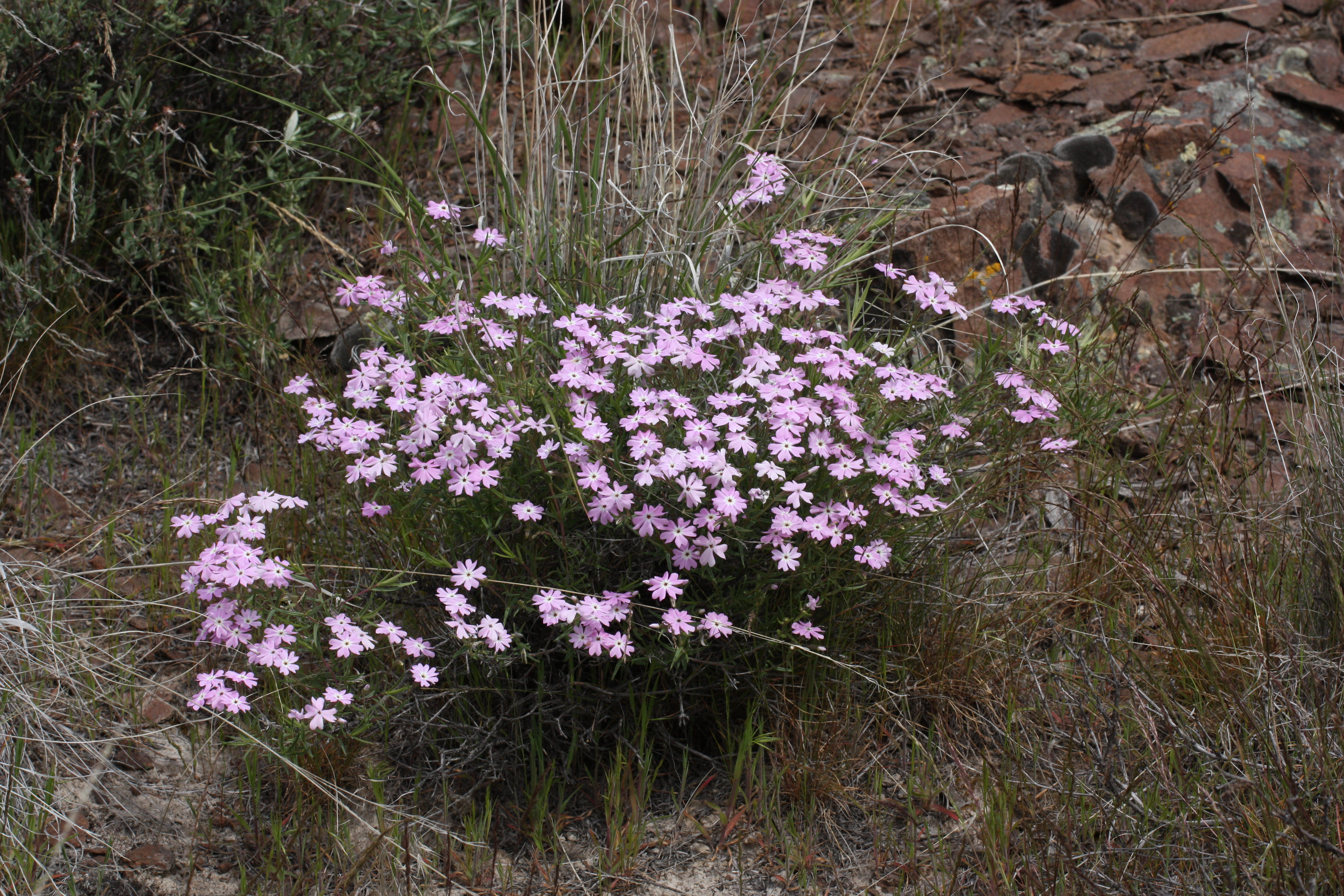
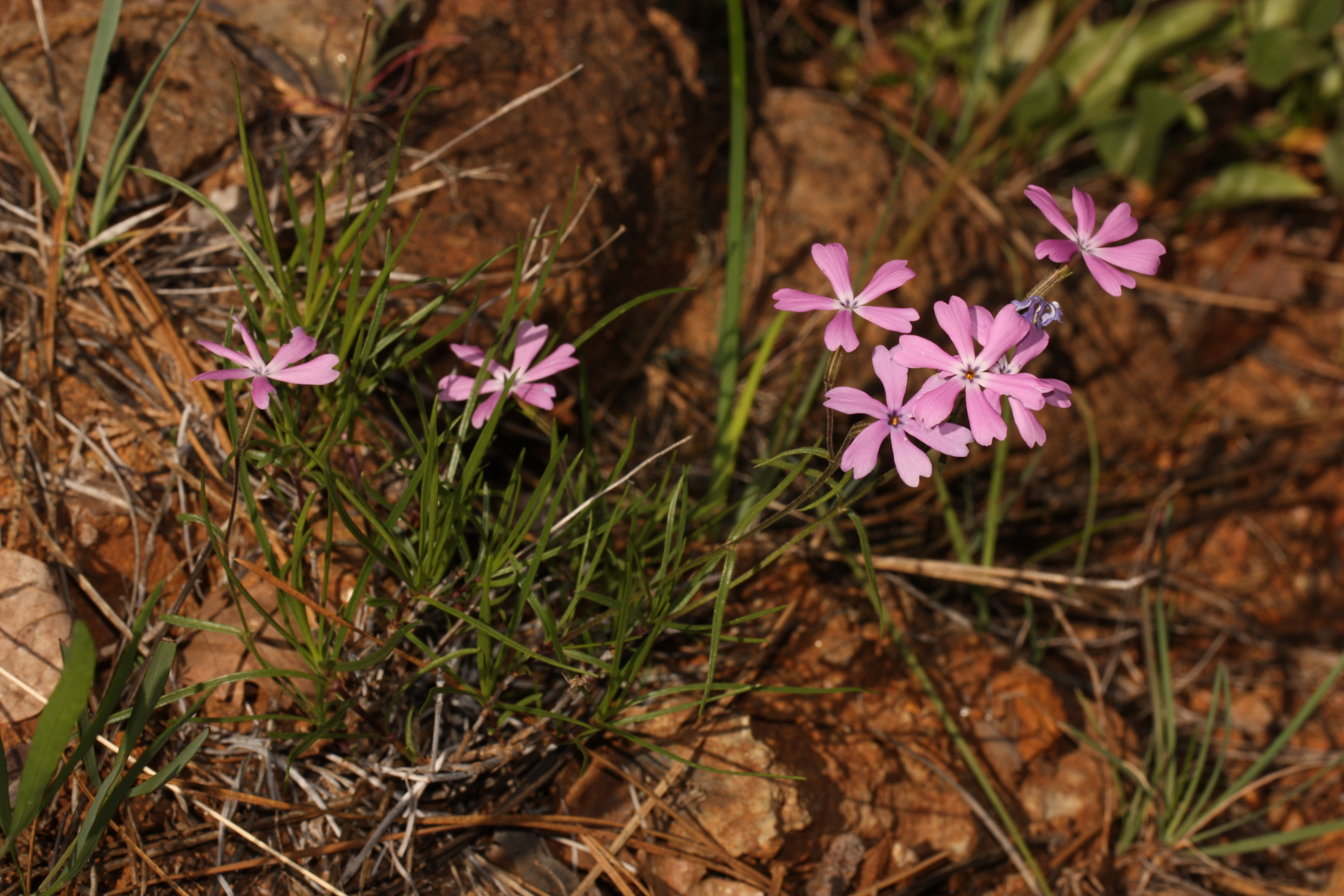
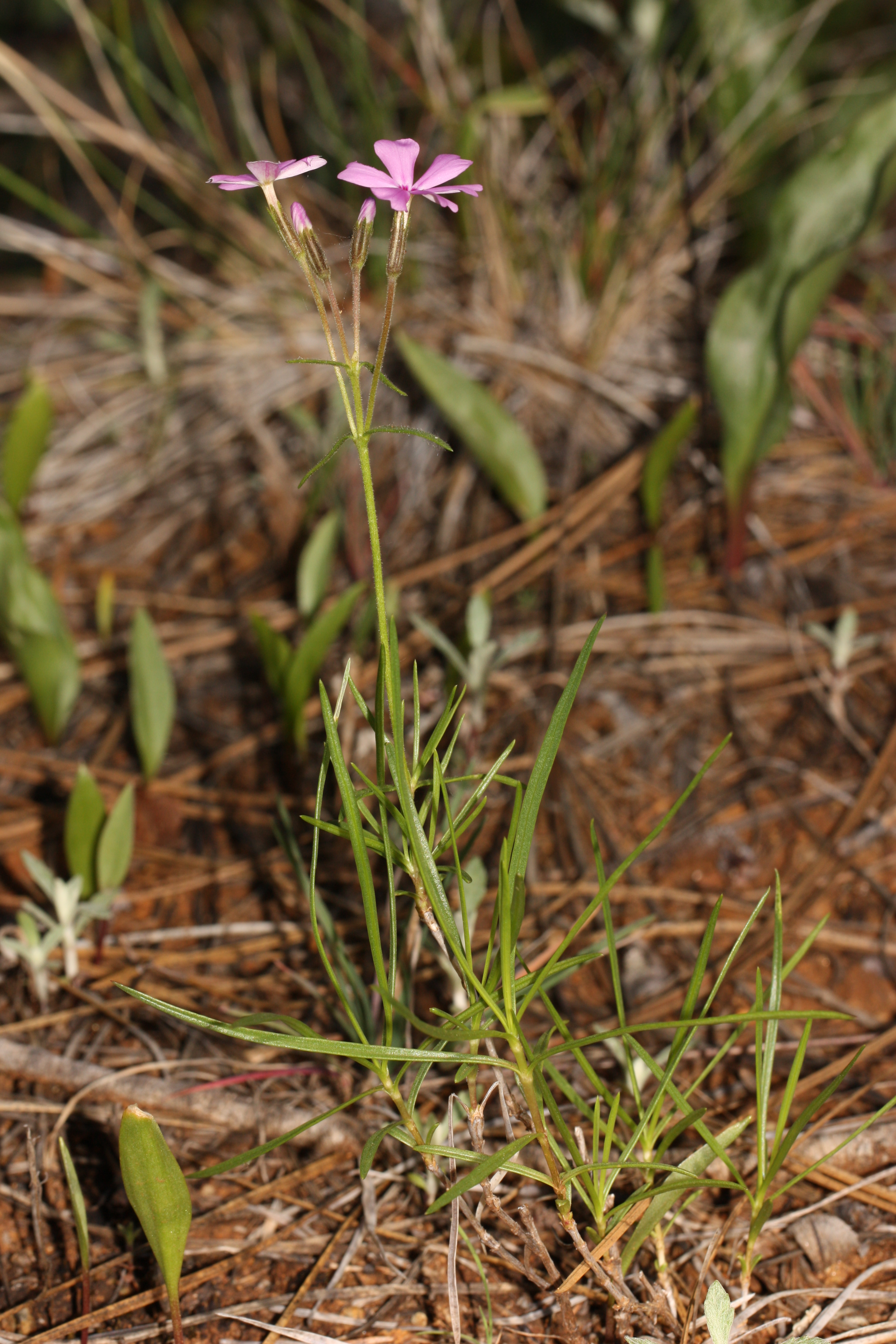
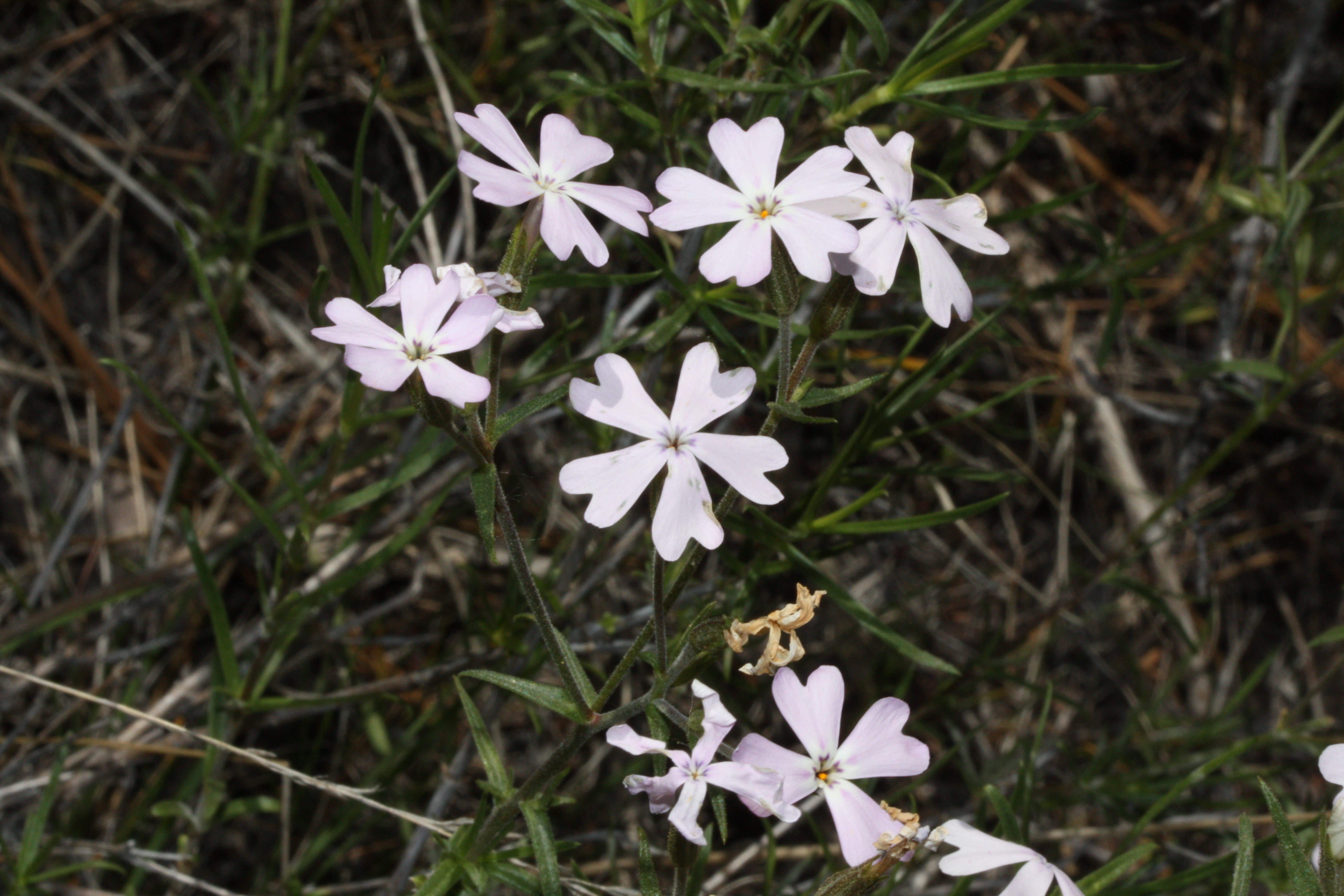
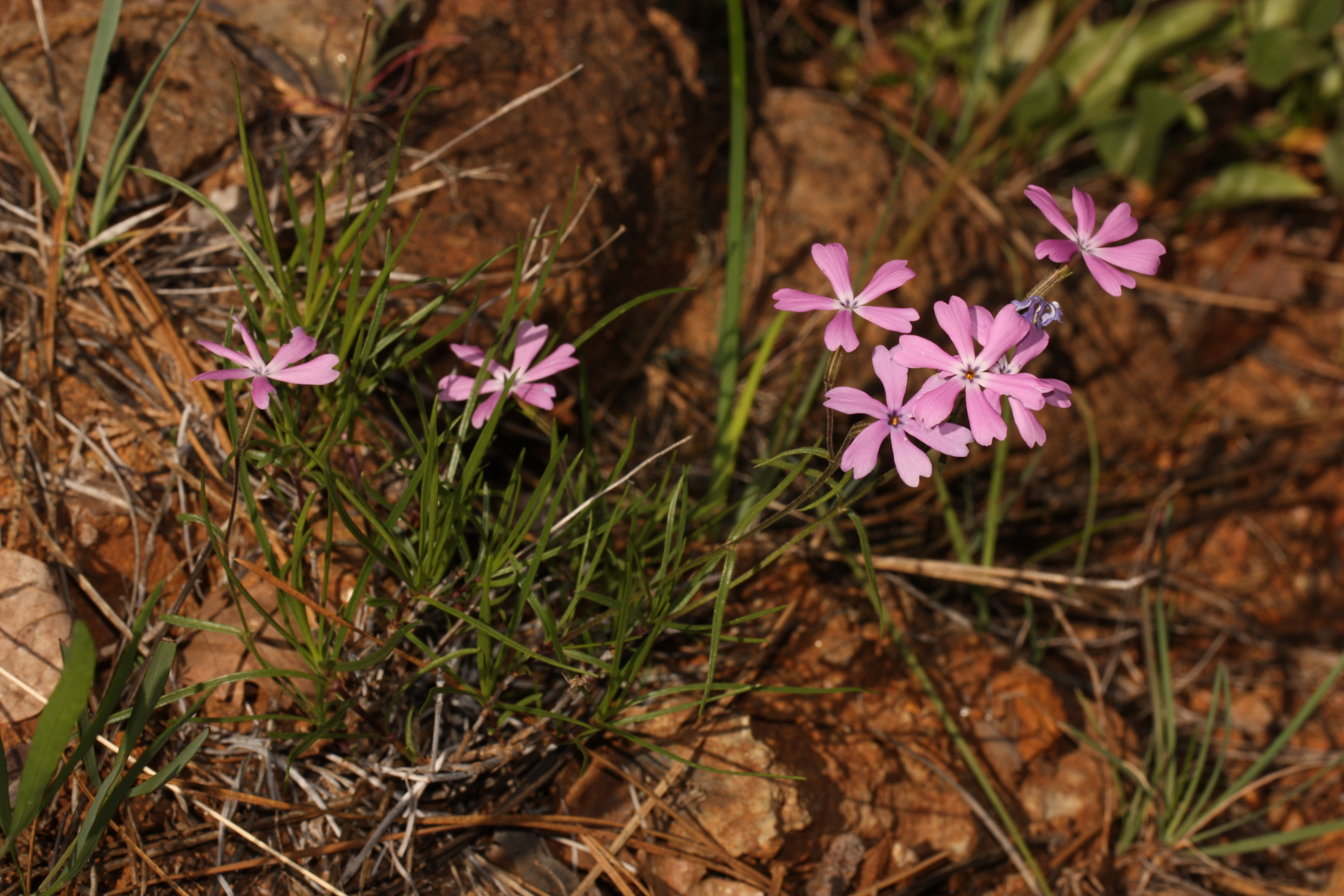